# Rose Rondelli
Rosermy Rondelli (Rio de Janeiro, 1º de agosto de 1934 — 1º de janeiro de 2005) foi uma atriz brasileira.
Atuou como vedete das revistas de bolso do Teatrinho Jardel em Copacabana e dos shows de Carlos Machado nas boates Monte Carlo e Casablanca, trabalhando ao lado de estrelas como Walter d'Ávila, Oscarito, Grande Otelo, Silva Filho, Rosita Lopes, Vagareza, entre outros. 
Na televisão, participou do humorístico Noites Cariocas e do famoso Café Bola Branca, onde cantava e dançava. 
Foi muitas vezes eleita uma das "Certinhas do Lalau", concurso de beleza promovido pelo humorista Sergio Porto, o Stanislaw Ponte Preta que homenageava as mais belas atrizes e vedetes da época.
Seu grande sucesso no rádio aconteceu no programa Miss Campeonato, escrito por Sérgio Porto na rádio Mayrink Veiga, em que era a própria Miss Campeonato, ao lado do colunista esportivo Ruy Porto e de um grande elenco de humoristas, como Zé Trindade, Germano  Filho, Apolo Correia, Duarte de Moraes e outros. 
Sua única incursão na teledramaturgia foi na minissérie A Máfia no Brasil, da Rede Globo.

## Vida pessoal
Foi casada duas vezes, a primeira com o figurinista Carlos Gil — união que gerou o músico Duda Anisio — e a segunda com o 
humorista Chico Anysio, com quem teve dois filhos: o comediante Nizo Neto e o diretor de imagem Rico Rondelli.
Morreu em 1 de janeiro de 2005, de insuficiência hepática decorrente de um câncer de pulmão, e seu corpo foi cremado no cemitério do Caju.

## Cinema
| Ano  | Título                   | Papel  |
| ---- | ------------------------ | ------ |
| 1956 | Samba na Vila            |        |
| 1960 | Quanto Mais Samba Melhor | Suzete |
| 1961 | Entre Mulheres e Espiões |        |
| 1978 | Se Segura, Malandro!     |        |

## Televisão
| Título                                    | Emissora |
| ----------------------------------------- | -------- |
| Chico Anysio Show                         | TV Rio   |
| Noites Cariocas                           | TV Rio   |
| O Riso é o Limite                         | TV Rio   |
| Sítio do Pica-pau Amarelo (série de 1977) | TV Globo |
| Praça da Alegria                          | TV Globo |
| Caso Verdade                              | TV Globo |
| Chico City                                | TV Globo |
| A Máfia no Brasil                         | TV Globo |